# Гаплографія
Гаплографія (від дав.-гр. ἁπλοῦς — «простий» і дав.-гр. γράφω — «писати»), також відома як ліпографія (від грец. λιπο- — «недостатній; те, чого бракує» і -графія), — це помилка на письмі, коли літера або група літер, які слід написати двічі, пишеться один раз; помилкове виключення однакових букв. Не плутати з гаплологією — спрощенням звукового складу слова. Протилежністю гаплографії є діттографія.
Термін використовується в текстології для позначення явища ненавмисного переходу писаря, переписувача чи перекладача від одного слова або фрази до подібного слова або фрази далі в тексті та пропускання всього між ними.

## Приклади
Пропуск під час письма або друкування слів один із двох однакових сусідніх складів: «паралепіпед» замість «паралелепіпед», англ. idolatry («ідолопоклонство») від грец. ειδωλολατρία (ідололатріа), нім. Rollladen («віконниці», від roll + Laden) — часто пишеться як Rolladen, араб. takyīf تكييف («кондиціонер повітря») — араб. takīf تكيف.